# Hafia FC
Der Hafia Football Club ist ein 1951 gegründeter guineischer Fußballverein aus Conakry, dessen ursprünglicher Name Conakry II war.

## Erfolge
- Guineischer Meister: 1966, 1967, 1968, 1971, 1972, 1973, 1974, 1975, 1976, 1977, 1978, 1979, 1982, 1983, 1985, 2023
- Guineischer Pokalsieger: 1992, 1993, 2002, 2017
- CAF-Champions-League-Sieger: 1972, 1975, 1977

## Stadion
Die Heimspiele werden im Stade du 28 Septembre in Conakry ausgetragen. Das Stadion hat ein Fassungsvermögen von 25.000 Personen.